# Сверхновая звезда
Сверхновая звезда или вспышка сверхновой — явление, в ходе которого звезда резко увеличивает свою светимость в десять тысяч — сто миллионов раз (на 4—8 порядков или 10—20 звёздных величин) с последующим сравнительно медленным затуханием вспышки. Является результатом катаклизмического процесса, возникающего в конце эволюции некоторых звёзд и сопровождающегося выделением огромного количества энергии.
Сверхновые звёзды наблюдаются постфактум, то есть когда событие уже произошло и его излучение достигло Земли. Поэтому природа сверхновых долго была неясна. Но сейчас предлагается довольно много сценариев, приводящих к подобного рода вспышкам, хотя основные положения уже достаточно понятны.
Взрыв сопровождается выбросом значительной массы вещества из внешней оболочки звезды в межзвёздное пространство, а из оставшейся части вещества ядра взорвавшейся звезды, как правило, образуется компактный объект — нейтронная звезда, если масса звезды до взрыва составляла более 8 солнечных масс (M⊙), масса коллапсирующего остатка ядра звезды не менее 1,2-1,3 M⊙; либо чёрная дыра при массе звезды свыше 40 M⊙ (масса оставшегося после взрыва ядра — свыше 2-5 M⊙). Вместе они образуют остаток сверхновой.
Комплексное изучение ранее полученных спектров и кривых блеска в сочетании с исследованием остатков и возможных звёзд-предшественников позволяет строить более подробные модели и изучать уже условия, сложившиеся к моменту вспышки.
Помимо всего прочего, выбрасываемое в ходе вспышки вещество в значительной части содержит продукты термоядерного синтеза, происходившего на протяжении всей жизни звезды. Именно благодаря сверхновым Вселенная в целом и каждая галактика в частности химически эволюционируют.
Название отражает исторический процесс изучения звёзд, блеск которых значительно меняется со временем, так называемых новых звёзд.
Обозначение конкретной сверхновой составляется из метки SN, после которой ставят год открытия, с окончанием из одной или двух латинских букв. Первые 26 сверхновых текущего года получают в окончании названия однобуквенные обозначения из заглавных букв от A до Z. Остальные сверхновые получают двухбуквенные обозначения из строчных букв: aa, ab, и так далее. Неподтверждённые сверхновые обозначают буквами PSN (англ. possible supernova) с небесными координатами в формате Jhhmmssss+ddmmsss.

## Общая картина
| I Линии водорода отсутствуют   | Сильные линии ионизированного кремния (Si II) на 6150 Å            | Ia После взрыва ничего не остаётся (даже карлика).                                                                                                   | Ia После взрыва ничего не остаётся (даже карлика). | Ia После взрыва ничего не остаётся (даже карлика).     | Термоядерный взрыв     | Термоядерный взрыв | Термоядерный взрыв | Термоядерный взрыв |
| I Линии водорода отсутствуют   | Сильные линии ионизированного кремния (Si II) на 6150 Å            | Iax В максимуме блеска имеют меньшую светимость в сравнении с Ia. После взрыва остаётся белый карлик, который приобретает большую скорость движения. |                                                    |                                                        | Термоядерный взрыв     | Термоядерный взрыв | Термоядерный взрыв | Термоядерный взрыв |
| I Линии водорода отсутствуют   | Линии кремния слабые или отсутствуют                               | Ib Присутствуют линии гелия (He I). | Ib Присутствуют линии гелия (He I).                | Ib Присутствуют линии гелия (He I).                    | Гравитационный коллапс |                    |                    |                    |
| I Линии водорода отсутствуют   | Линии кремния слабые или отсутствуют                               | Ic Линии гелия слабые или отсутствуют |                                                    |                                                        | Гравитационный коллапс |                    |                    |                    |
| II Присутствуют линии водорода | II-P/L/N Спектр постоянен                                          | II-P/L Нет узких линий | II-P/L Нет узких линий                             | II-P Кривая блеска имеет плато                         | Гравитационный коллапс |                    |                    |                    |
| II Присутствуют линии водорода | II-P/L/N Спектр постоянен                                          | II-P/L Нет узких линий | II-P/L Нет узких линий                             | II-L Звёздная величина линейно уменьшается со временем | Гравитационный коллапс |                    |                    |                    |
| II Присутствуют линии водорода | II-P/L/N Спектр постоянен                                          | IIn Присутствуют узкие линии |                                                    |                                                        | Гравитационный коллапс |                    |                    |                    |
| II Присутствуют линии водорода | IIb Спектр со временем меняется и становится похожим на спектр Ib. | |                                                    |                                                        | Гравитационный коллапс |                    |                    |                    |

### Кривые блеска
Кривые блеска для I типа в высокой степени сходны: 2—3 суток идёт резкий рост, затем его сменяет значительное падение (на 3 звёздные величины) 25—40 суток с последующим медленным ослаблением, практически линейным в шкале звёздных величин. Абсолютная звёздная величина максимума MB в среднем для вспышек Ia составляет −19,5m, для Ib/c −18m.
Напротив, кривые блеска типа II достаточно разнообразны. Для некоторых кривые блеска напоминают I тип, только с более медленным и продолжительным падением блеска до начала линейной стадии. Другие, достигнув пика, держатся на нём до 100 суток, а затем блеск резко падает и выходит на линейный «хвост». Абсолютная звёздная величина максимума варьирует в широких пределах от −20m до −13m. Среднее значение MB для IIp −18m, для II-L −17m.

### Спектры
Вышеприведённая классификация уже содержит некоторые основные черты спектров сверхновых различных типов. Остановимся на том, что не было отмечено выше. Первая и очень важная особенность, которая долго мешала расшифровке полученных спектров, — основные линии очень широкие.
Для спектров сверхновых типа II и Ib/c характерно:
- Наличие узких абсорбционных деталей вблизи максимума блеска и узкие несмещённые эмиссионные компоненты.
- Линии [NIII], [NIV], [CIII], [CIV], наблюдаемые в ультрафиолетовом излучении.

### Частота вспышек
Частота вспышек зависит от числа звёзд в галактике или, что то же самое для обычных галактик, светимости. Общепринятой величиной, характеризующей частоту вспышек в разных типах галактик, является SNu:
{\displaystyle 1\ {\text{SNu}}={\frac {1\ {\text{SN}}}{10^{10}L_{\odot }(B)\times 100\ {\text{лет}}}},}
где {\textstyle L_{\odot }(B)} — светимость Солнца в фильтре B. Для разных типов вспышек значение SNu составляет:
| Тип галактики | Ia   | Ib/c | II   |
| ------------- | ---- | ---- | ---- |
| спиральные    | 0,2  | 0,25 | 0,65 |
| эллиптические | 0,31 | нет  | нет  |

При этом сверхновые Ib/c и II тяготеют к спиральным рукавам.

#### Наблюдение остатков сверхновых
Каноническая схема молодого остатка следующая:
1. Возможный компактный остаток; обычно это пульсар, но возможно и чёрная дыра.
2. Внешняя ударная волна, распространяющаяся в межзвёздном веществе.
3. Возвратная волна, распространяющаяся в веществе выброса сверхновой.
4. Вторичная волна, распространяющаяся в сгустках межзвёздной среды и в плотных выбросах сверхновой.

Вместе они образуют следующую картину: за фронтом внешней ударной волны газ нагрет до температур TS ≥ 107 К и излучает в рентгеновском диапазоне с энергией фотонов в 0,1—20 кэВ, аналогично газ за фронтом возвратной волны образует вторую область рентгеновского излучения. Линии высокоионизированных Fe, Si, S и других элементов указывают на тепловую природу излучения из обоих слоёв.
Оптическое излучение молодого остатка создаёт газ в сгустках за фронтом вторичной волны. В них скорость распространении выше, а значит, газ остывает быстрее, и излучение переходит из рентгеновского диапазона в оптический. Ударное происхождение оптического излучения подтверждает относительная интенсивность линий.
Волокна в Кассиопее A дают понять, что происхождение сгустков вещества может быть двояким. Так называемые быстрые волокна разлетаются со скоростью 5000—9000 км/с и излучают только в линиях O, S, Si — то есть это сгустки, сформированные в момент взрыва сверхновой. Стационарные конденсации же имеют скорость 100—400 км/с, и в них наблюдается нормальная концентрация H, N, O. Вместе это свидетельствует о том, что это вещество было выброшено задолго до вспышки сверхновой и позже было нагрето внешней ударной волной.
Синхротронное радиоизлучение релятивистских частиц в сильном магнитном поле является основным наблюдательным признаком для всего остатка. Область его локализации — прифронтовые области внешней и возвратной волн. Наблюдается синхротронное излучение и в рентгеновском диапазоне.
Утверждается, что наблюдается зависимость длительности вспышек сверхновых от расстояния до них.

### Теоретическое описание

#### Декомпозиция наблюдений
Природа сверхновых Ia отлична от природы остальных вспышек. Об этом ясно свидетельствует отсутствие вспышек типов Ib/c и II в эллиптических галактиках. Из общих сведений о последних известно, что там мало газа и голубых звёзд, а звездообразование закончилось 1010 лет назад. Это значит, что все массивные звёзды уже завершили свою эволюцию, и из непроэволюционировавших остались только звёзды с массой меньше солнечной. Из теории эволюции звёзд известно, что звёзды подобного типа взорвать невозможно, и, следовательно, нужен механизм продления жизни для звёзд масс 1—2 M⊙.
Отсутствие линий водорода в спектрах Ia/Iax говорит о том, что в атмосфере исходной звезды его крайне мало. Масса выброшенного вещества достаточно велика — около 1 M⊙, оно преимущественно содержит углерод, кислород и прочие тяжёлые элементы. Смещённые линии Si II указывают на то, что во время выброса активно идут ядерные реакции. Всё это убеждает в том, что в качестве звезды-предшественника выступает белый карлик, скорее всего углеродно-кислородный.
Тяготение к спиральным рукавам сверхновых типов Ib/c и II свидетельствует, что звездой-прародителем являются короткоживущие O-звёзды с массой 8—10 M⊙.

#### Термоядерный взрыв
Один из способов высвободить требуемое количество энергии — резкое увеличение массы вещества, участвующего в термоядерном горении, то есть термоядерный взрыв. Однако физика одиночных звёзд такого не допускает. Процессы в звёздах, находящихся на главной последовательности, равновесны. Поэтому во всех моделях рассматриваются конечный этап звёздной эволюции — белые карлики. Однако сам по себе последний — устойчивая звезда, и всё может измениться только при приближении к пределу Чандрасекара. Это приводит к однозначному выводу, что термоядерный взрыв возможен только в кратных звёздных системах, скорее всего, в так называемых двойных звёздах.
В данной схеме есть две переменные, влияющие на состояние, химический состав и итоговую массу вовлечённого во взрыв вещества.
Первая:
- Второй компаньон — обычная звезда, с которого вещество перетекает на первый.
- Второй компаньон — такой же белый карлик. Такой сценарий называет двойным вырождением.

Вторая:
- Взрыв происходит при превышении предела Чандрасекара.
- Взрыв происходит до него.

Общим во всех сценариях образования сверхновых Ia является то, что взрывающийся карлик скорее всего является углеродно-кислородным. Во взрывной волне горения, идущей от центра к поверхности, текут реакции:
{\displaystyle {}^{12}{\textrm {C}}+{}^{16}{\textrm {O}}\rightarrow {}^{28}{\text{Si}}+\gamma ~(Q=16{,}76~{\text{МэВ}}),}
{\displaystyle {}^{28}{\textrm {Si}}+{}^{28}{\textrm {Si}}\rightarrow {}^{56}{\textrm {Ni}}+\gamma ~(Q=10{,}92~{\text{МэВ}}).}
Масса вступающего в реакцию вещества определяет энергетику взрыва и, соответственно, блеск в максимуме. Если предположить, что в реакцию вступает вся масса белого карлика, то энерговыделение взрыва составит 2,2·1051 эрг.
Дальнейшее поведение кривой блеска в основном определяется цепочкой распада:
{\displaystyle {}^{56}{\textrm {Ni}}\rightarrow {}^{56}{\textrm {Co}}\rightarrow {}^{56}{\textrm {Fe}}.}
Изотоп 56Ni нестабилен и имеет период полураспада 6,1 дня. Далее электронный захват приводит к образованию ядра 56Co преимущественно в возбуждённом состоянии с энергией 1,72 МэВ. Этот уровень нестабилен, и переход ядра в основное состояние сопровождается испусканием каскада γ-квантов с энергиями от 0,163 МэВ до 1,56 МэВ. Эти кванты испытывают комптоновское рассеяние, и их энергия быстро уменьшается до ~100 кэВ. Такие кванты уже эффективно поглощаются веществом благодаря фотоэффекту и, как следствие, нагревают вещество. По мере расширения звезды плотность вещества в ней падает, число столкновений фотонов уменьшается и вещество поверхности звезды становится прозрачным для излучения. Как показывают теоретические расчёты, такая ситуация наступает примерно через 20—30 суток после достижения звездой максимума светимости.
Через 60 суток после начала вещество становится прозрачным для γ-излучения. На кривой блеска начинается экспоненциальный спад. К этому времени изотоп 56Ni уже распался, и энерговыделение идёт за счёт β-распада 56Co до 56Fe (T1/2 = 77 суток) с энергиями возбуждения вплоть до 4,2 МэВ.

#### Гравитационный коллапс ядра
Второй сценарий выделения необходимой энергии — это коллапс ядра звезды. Масса его должна быть в точности равна массе его остатка — нейтронной звезды; подставив типичные значения, получаем:
{\displaystyle E_{\textrm {tot}}\sim {\frac {GM^{2}}{R}}\sim 10^{53}} эрг,
где M = 1 M⊙, а R = 10 км, G — гравитационная постоянная. Характерное время свободного падения при этом:
{\displaystyle \tau _{\textrm {ff}}\sim {\frac {1}{\sqrt {G\rho }}}~4\cdot 10^{-3}\cdot \rho _{12}^{-0,5}{\text{с}},}
где ρ12 — плотность звезды, нормированная на 1012 г/см3.
Полученное значение на два порядка превосходит кинетическую энергию оболочки. Необходим переносчик, который должен с одной стороны унести высвободившуюся энергию, а с другой — не взаимодействовать с веществом. На роль такого переносчика подходят нейтрино.
За их образование отвечают несколько процессов. Первый и самый важный для дестабилизации звезды и начала сжатия — процесс нейтронизации:
{\displaystyle {}^{3}{\textrm {He}}+e^{-}\to {}^{3}{\textrm {H}}+\nu _{e},}
{\displaystyle {}^{4}{\textrm {He}}+e^{-}\to {}^{3}{\textrm {H}}+n+\nu _{e},}
{\displaystyle {}^{56}{\textrm {Fe}}+e^{-}\to {}^{56}{\textrm {Mn}}+\nu _{e}.}
Нейтрино от этих реакций уносят 10 %. Главную же роль в охлаждении играет УРКА-процесс (нейтринное охлаждение):
{\displaystyle e^{+}+n\to {\tilde {\nu }}_{e}+p,}
{\displaystyle e^{-}+p\to \nu _{e}+n.}
Вместо протонов и нейтронов могут выступать и атомные ядра с образованием нестабильного изотопа, который испытывает бета-распад:
{\displaystyle e^{-}+(A,Z)\to (A,Z-1)+\nu _{e},}
{\displaystyle (A,Z-1)\to (A,Z)+e^{-}+{\tilde {\nu }}_{e}.}
Интенсивность этих процессов нарастает по мере сжатия, тем самым ускоряя его. Останавливает же это процесс рассеяние нейтрино на вырожденных электронах, в ходе которого нейтрино термализуются (приходят в тепловое равновесие со средой) и запираются внутри вещества. Достаточная концентрация вырожденных электронов достигается при плотностях {\textstyle \rho _{\text{яд}}=2,8\cdot 10^{14}\,} г/см3.
Заметим, что процессы нейтронизации идут при плотностях не ниже 1011 г/см3, достижимых только в ядре звезды. Это значит, что гидродинамическое равновесие нарушается только в нём. Внешние же слои находятся в локальном гидродинамическом равновесии, и коллапс начинается только после того, как центральное ядро сожмётся и образует твёрдую поверхность. Отскок от этой поверхности обеспечивает сброс оболочки.

#### Модель молодого остатка сверхновой

##### Теория эволюции остатка сверхновой
Выделяется три этапа эволюции остатка сверхновой:
1. Свободный разлёт. Заканчивается в тот момент, когда масса сгребённого вещества сравняется с массой выброса:
{\displaystyle R_{s}=\left({\frac {3M_{0}}{4\pi \nu m_{H}n_{0}}}\right)\simeq 2} пк, {\displaystyle t={\frac {R_{s}}{V_{s}}}\simeq 200} лет.
2. Адиабатическое расширение (стадия Седова). Вспышка сверхновой на этой стадии представляется как сильный точечный взрыв в среде с постоянной теплоёмкостью. К этой задаче применимо автомодельное решение Седова, проверенное на ядерных взрывах в земной атмосфере:
{\displaystyle R_{S}=13,5\left({\frac {E_{51}}{n_{0}}}\right)^{0,2}\left({\frac {t}{10^{4}{\text{лет}}}}\right)^{0,4}} пк,
{\displaystyle T_{S}=1,5\left({\frac {E_{51}}{n_{0}}}\right)\cdot \left({\frac {R_{S}}{1{\text{пк}}}}\right)^{-3}10^{10}} К.
Эта стадия занимает несколько десятков тысяч лет[13].
3. Стадия интенсивного высвечивания. Начинается, когда температура за фронтом достигает максимума на кривой радиационных потерь. Согласно численным расчётам это происходит в момент:
{\displaystyle t_{\text{охл}}=2,7E_{51}^{0,24}n_{0}^{-0,52}\cdot 10^{4}\,} лет.
Соответствующие радиус внешней ударной волны и её скорость:
{\displaystyle R_{\text{охл}}=20E_{51}^{0},29n_{0}^{-0,41}} пк, {\displaystyle V_{\text{охл}}=280E_{51}^{0{,}055}n_{0}^{0{,}11}\,} км/с.

Расширение оболочки останавливается в тот момент, когда давление газа остатка уравняется с давлением газа в межзвёздной среде. После этого остаток начинает диссипировать, сталкиваясь с хаотично движущимися облаками. Время рассасывания достигает
{\displaystyle t_{\text{max}}=7E_{51}^{0{,}32}n_{0}^{0{,}34}{\tilde {P}}_{0{,}4}^{-0{,}7}\,} лет.
Здесь E51 — энерговыделение, нормированное на 1051 эрг (1 foe).

## Построение детального описания[чего?]
Поиск остатков сверхновых...
Поиск звёзд-предшественников...

### Теория сверхновых Ia
Помимо неопределённостей в теориях сверхновых Ia, описанных выше, много споров вызывает сам механизм взрыва.
Чаще всего модели можно разделить по следующим группам:
- мгновенная детонация;
- отложенная детонация;
- пульсирующая отложенная детонация;
- турбулентное быстрое горение.

По крайней мере для каждой комбинации начальных условий перечисленные механизмы можно встретить в той или иной вариации.
Но этим круг предложенных моделей не ограничивается. В качестве примера можно привести модели, когда детонируют сразу два белых карлика (естественно, это возможно только в тех сценариях, когда оба компонента проэволюционировали).

## Химическая эволюция и воздействие на межзвёздную среду

### Химическая эволюция Вселенной. Происхождение элементов с атомным номером выше железа
Взрывы сверхновых — основной источник пополнения межзвёздной среды элементами с атомными номерами больше (или, как говорят, тяжелее) He. Однако процессы, их породившие, для различных групп элементов и даже изотопов свои.
1. Практически все элементы тяжелее He и до Fe — результат классического термоядерного синтеза, протекающего, например, в недрах звёзд или при взрыве сверхновых в ходе p-процесса. Тут стоит оговориться, что крайне малая часть всё же была получена в ходе первичного нуклеосинтеза.
2. Все элементы тяжелее 209Bi — это результат r-процесса.
3. Происхождение же прочих является предметом дискуссии, в качестве возможных механизмов предлагаются s-, r-, ν- и rp-процессы[17].

#### R-процесс
r-Процесс — процесс образования более тяжёлых ядер из более лёгких путём последовательного захвата нейтронов в ходе (n,γ)-реакций; продолжается до тех пор, пока темп захвата нейтронов выше, чем темп β−-распада изотопа. Иными словами, среднее время захвата нейтронов τ(n,γ) должно быть
{\displaystyle \tau (n,\gamma )\approx {\frac {1}{n}}\tau _{\beta },}
где τβ — среднее время β-распада ядер, образующих цепочку r-процесса. Это условие накладывает ограничение на плотность нейтронов, так как
{\displaystyle \tau (n,\gamma )\approx \left(\rho {\overline {(\sigma _{n\gamma },v_{n})}}\right)^{-1},}
где {\displaystyle {\overline {(\sigma _{n\gamma },v_{n})}}} — произведение сечения реакции (n,γ) на скорость нейтрона относительно ядра мишени, усреднённое по максвелловскому спектру распределения скоростей.
Учитывая, что r-процесс происходит в тяжёлых и средних ядрах, 0,1 с < τβ < 100 с, то для n ~ 10 и температуры среды T = 109K, получим характерную плотность:
{\displaystyle \rho \approx 2\cdot 10^{17}} нейтронов/см3.
Такие условия достигаются в:
- ударной волне, которая, проходя по гелиевому и неоновому слоям, вызывает реакцию {\displaystyle \mathrm {^{22}Ne} +\mathrm {^{4}He} \rightarrow \mathrm {^{25}Mg} +\mathrm {^{1}n} } с требуемой концентрацией нейтронов.
- центральной части массивной звезды, находящейся в стадии предсверхновой. Там образуется большое количество нейтронов и альфа-частиц при фоторасщеплении железа {\displaystyle \mathrm {^{56}Fe} +\mathrm {\gamma } \rightarrow 13\,\mathrm {^{4}He} +4\,\mathrm {^{1}n} } на заключительной стадии эволюции.

#### ν-процесс
ν-Процесс — процесс нуклеосинтеза при взаимодействии нейтрино с атомными ядрами. Возможно, он ответственен за появление изотопов 7Li, 11B, 19F, 138La и 180Ta.

## История наблюдений
Интерес Гиппарха к неподвижным звёздам, возможно, был вдохновлён наблюдением сверхновой звезды (по Плинию). Наиболее ранняя запись, которая идентифицируется как запись наблюдений сверхновой SN 185, была сделана китайскими астрономами в 185 году нашей эры. Самая яркая известная сверхновая SN 1006 была подробно описана китайскими и арабскими астрономами. Хорошо наблюдалась сверхновая SN 1054, породившая Крабовидную туманность. Сверхновые звёзды SN 1572 и SN 1604 были видны невооружённым глазом и имели большое значение в развитии астрономии в Европе, так как были использованы в качестве аргумента против аристотелевской идеи, гласившей, что мир за пределами Луны и Солнечной системы неизменен. Иоганн Кеплер начал наблюдение SN 1604 17 октября 1604 года. Это была вторая сверхновая, которая была зарегистрирована на стадии возрастания блеска (после SN 1572, наблюдавшейся Тихо Браге в созвездии Кассиопеи).
С развитием телескопов сверхновые звёзды стало возможно наблюдать и в других галактиках; первой стала сверхновая S Андромеды в Туманности Андромеды в 1885 году. В течение двадцатого столетия были разработаны успешные модели для каждого типа сверхновых, и понимание их роли в процессе звездообразования возросло. В 1941 году американскими астрономами Рудольфом Минковским и Фрицем Цвикки была разработана современная схема классификации сверхновых звёзд.
В 1960-х астрономы выяснили, что максимальная светимость взрывов сверхновых может быть использована в качестве стандартной свечи, следовательно, показателя астрономических расстояний. Сейчас сверхновые дают важную информацию о космологических расстояниях. Самые далёкие сверхновые оказались слабее, чем ожидалось, что, по современным представлениям, показывает, что расширение Вселенной ускоряется.
Были разработаны способы для реконструкции истории взрывов сверхновых, которые не имеют письменных записей наблюдений. Дата появления сверхновой Кассиопея A определялась по световому эху от туманности, в то время как возраст остатка сверхновой RX J0852.0−4622 оценивается по измерению температуры и γ-выбросов от распада титана-44. В 2009 году в антарктических льдах были обнаружены нитраты, соответствующие времени взрыва сверхновой.
23 февраля 1987 года в Большом Магеллановом Облаке на расстоянии 168 тыс. световых лет от Земли вспыхнула сверхновая SN 1987A, самая близкая к Земле среди сверхновых, наблюдавшихся со времён изобретения телескопа. Впервые был зарегистрирован поток нейтрино от вспышки. Вспышка интенсивно изучалась с помощью астрономических спутников в ультрафиолетовом, рентгеновском и гамма-диапазонах. Остаток сверхновой исследовался с помощью ALMA, «Хаббла» и «Чандры». Ни нейтронная звезда, ни чёрная дыра, которые, по некоторым моделям, должны находиться на месте вспышки, пока не обнаружены.
22 января 2014 года в галактике M82, расположенной в созвездии Большой Медведицы, была обнаружена вспышка сверхновой звезды, получившей обозначение SN 2014J. Галактика M82 находится на расстоянии 12 млн световых лет от нашей галактики и имеет видимую звёздную величину чуть менее 9. Эта сверхновая является самой близкой к Земле начиная с 1987 года (SN 1987A).
В апреле 2018 года английскими учёными из Саутгемптонского университета Британского королевского астрономического общества на конференции EWASS (Европейская неделя астрономии и космических исследований) были озвучены данные о возможном открытии нового, до сих пор не изученного, третьего типа сверхновых. Во время наблюдений в рамках программы Dark Energy Survey Supernova Programme (DES-SN), были зафиксированы 72 кратковременные вспышки с температурой от 10 до 30 тыс. К и размерами от нескольких единиц до нескольких сотен а. е. Основная особенность этих космических событий заключается в их относительной кратковременности — всего несколько недель, а не месяцев, как у обычных сверхновых.

## Наиболее известные сверхновые звёзды и их остатки
- Крабовидная туманность
- Сверхновая SN 1572
- Сверхновая SN 1604 (Сверхновая Кеплера)
- Сверхновая SN 1987A
- Сверхновая SN 1993J
- Гиперновая SN 2006gy
- Сверхновая G1.9+0.3 (самая молодая из известных в нашей Галактике)

## Исторические сверхновые в нашей Галактике (наблюдавшиеся)
| Сверхновая | Дата вспышки     | Созвездие  | Макс. блеск  | Рассто- яние (св. лет) | Тип вспы- шки | Дли- тель- ность види- мости   | Остаток                        | Примечания |
| ---------- | ---------------- | ---------- | ------------ | ---------------------- | ------------- | ------------------------------ | ------------------------------ | --- |
| SN 185     | 185, 7 декабря   | Центавр    | −8           | 9100                   | Ia ?          | 8—20 мес.                      | G315.4-2.3 (RCW 86)            | китайские летописи: наблюдалась рядом с Альфой Центавра. |
| SN 369     | 369              | неизвестно | неиз- вестно | неиз- вестно           | неиз- вестно  | 5 мес.                         | неизвестно                     | китайские летописи: положение известно очень плохо. Если она находилась вблизи галактического экватора, весьма вероятно, что это была сверхновая, если же нет, она, скорее всего, была медленной новой.                                                                                                |
| SN 386     | 386              | Стрелец    | +1,5         | 16 000                 | II ?          | 2—4 мес.                       | G11.2-0.3                      | китайские летописи |
| SN 393     | 393              | Скорпион   | 0            | 34 000                 | неиз- вестно  | 8 мес.                         | несколько кандидатур           | китайские летописи |
| SN 1006    | 1006, 1 мая      | Волк       | −7,5         | 7200                   | Ia            | 18 мес.                        | SNR 1006                       | швейцарские монахи, арабские учёные и китайские астрономы. |
| SN 1054    | 1054, 4 июля     | Телец      | −6           | 6300                   | II            | 21 мес.                        | Крабовидная туманность         | на Ближнем и Дальнем Востоке (в европейских текстах не значится, не считая туманных намёков в ирландских монастырских хрониках). |
| SN 1181    | 1181, август     | Кассиопея  | −1           | 8500                   | неиз- вестно  | 6 мес.                         | Возможно, 3C58 (G130.7+3.1)    | труды профессора Парижского университета Александра Некэма, китайские и японские тексты. |
| SN 1572    | 1572, 6 ноября   | Кассиопея  | −4           | 7500                   | Ia            | 16 мес.                        | Остаток сверхновой Тихо        | Это событие зафиксировано во многих европейских источниках, в том числе и в записях молодого Тихо Браге. Правда, он заметил вспыхнувшую звезду лишь 11 ноября, но зато следил за ней целых полтора года и написал книгу «De Nova Stella» («О новой звезде») — первый астрономический труд на эту тему. |
| SN 1604    | 1604, 9 октября  | Змееносец  | −2,5         | 20000                  | Ia            | 18 мес.                        | Остаток сверхновой Кеплера     | С 17 октября её стал изучать Иоганн Кеплер, который изложил свои наблюдения в отдельной книге. |
| SN 1680    | 1680, 16 августа | Кассиопея  | +6           | 10000                  | IIb           | неиз- вестно (не более недели) | Остаток Сверхновой Кассиопея А | возможно замечена Флемстидом и занесена в каталог как 3 Кассиопеи. |